# Ингерё, Одд Ульсен
Одд Ульсен Ингерё (норв. Odd Olsen Ingerø; род. 22 сентября 1950 года) — норвежский политик, губернатор Шпицбергена, дважды занимавший этот пост в период с 2001 по 2005 годы и с 2009 года по настоящее время.
Одд Ульсен Ингерё родился в ныне не существующем муниципалитете Скьеберг, коммуна Эстфолл. Свою карьеру Ингерё начинал помощником судьи, а затем шефом полиции в коммунах Фредрикстад и Сёр-Варангер. В 1977 г. получил степень кандидата права.
Впервые стал губернатором в 2001 году, сменив на этой должности Мортена Рууда. В 2005 году, проиграв выборы, возглавил специальное подразделение норвежской полиции «Kripos». 16 сентября 2009 года вернулся на должность губернатора, сменив на этом посту Пера Сефланда.